# Lacunaria jenmanii
Espèce
Lacunaria jenmanii est une espèce de plantes à fleurs de la famille des Quiinaceae, selon la classification classique, de la famille des Ochnaceae, selon la classification phylogénétique. C'est un arbre originaire d'Amérique du Sud.

## Répartition
L'aire de répartition naturelle de cette espèce est l'Amérique du Sud tropicale. 
C'est un arbre qui pousse principalement dans le biome tropical humide. 

## Liste des sous-espèces
Selon GBIF (29 décembre 2023) :
- Lacunaria jenmanii subsp. jenmanii
- Lacunaria jenmanii subsp. subsessilis J.V.Schneid. & Zizka

## Lacunaria jenmaniiet l'Homme
Lacunaria jenmanii est utilisé comme médicament et comme aliment.

## Systématique
Le nom correct complet (avec auteur) de ce taxon est Lacunaria jenmanii (Oliv.) Ducke.
L'espèce a été initialement classée dans le genre Touroulia sous le basionyme Touroulia jenmanii Oliv..